# بيير جهان
بيير جهان (بالفرنسية: Pierre Jahan) هو مصور فرنسي، ولد في 9 سبتمبر 1909 في امبواز في فرنسا، وتوفي في 21 فبراير 2003 في باريس في فرنسا.